# فرانک روست
فرانک روست (انگلیسی: Frank Rost؛ زادهٔ ۳۰ ژوئن ۱۹۷۳) بازیکن فوتبال اهل آلمان است.
از باشگاه‌هایی که در آن بازی کرده‌است می‌توان به باشگاه فوتبال شالکه ۰۴، باشگاه فوتبال هامبورگ، باشگاه ورزشی وردر برمن، و باشگاه فوتبال نیویورک رد بولز اشاره کرد.
وی همچنین در تیم ملی فوتبال آلمان بازی کرده‌است.